# دانيال فينكلر (مجدف)
دانيال فينكلر هو مجدف سويسري، ولد في 9 مايو 1959.

## وصلات خارجية
- دانيال فينكلر على موقع الاتحاد الدولي للتجديف (الإنجليزية)
- دانيال فينكلر على موقع أوليمبيديا (الإنجليزية)